# Club Patín Las Rozas
El Club Patín Las Rozas es un equipo de hockey sobre patines español con sede en Las Rozas de Madrid. Su equipo femenino compite en la OK Liga Femenina, a la que ascendió por primera vez en la temporada 2014-15.